# Misodendrum
Misodendrum maleni biljni rod smješten u vlastitu porodicu Misodendraceae, dio reda Santalales. Postoji osam vrsta koje rastu po južnoameričkim državama Čile i Argentina.

## Vrste
1. Misodendrum angulatum Phil.
2. Misodendrum brachystachyum DC.
3. Misodendrum gayanum Tiegh.
4. Misodendrum linearifolium DC.
5. Misodendrum macrolepis Phil.
6. Misodendrum oblongifolium DC.
7. Misodendrum punctulatum Banks ex DC.
8. Misodendrum quadriflorum DC.